# PMPRNL
PMPRNL (oorspronkelijke naam: Pimpernelle) is een Belgisch biologisch bier van hoge gisting.
Het bier wordt gebrouwen in De Proefbrouwerij te Hijfte voor Brouwerij Jessenhofke te Kuringen. Het is een blond kruidenbier met een alcoholpercentage van 8%. Het wordt gebrouwen op basis van Jessenhofke Tripel, met extra toevoeging van 5 kruiden: pimpernel, hysop, tijm, bonenkruid en mirte. Het bier is ontwikkeld in samenwerking met kruidenkweker Sanguisorba en wordt gebrouwen sinds 2010.